# Hadizatou Mani

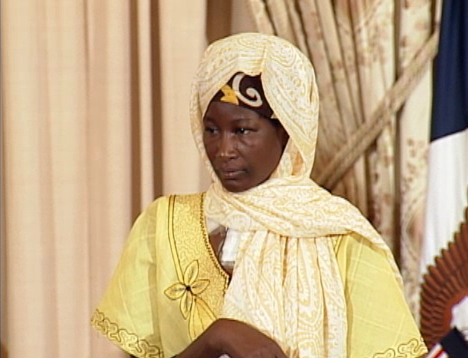
Hadizatou Mani khi bà đến thăm Ngoại trưởng Hillary Rodham Clinton và Đệ nhất phu nhân Michelle Obama năm 2009.

Hadizatou Mani (sinh năm 1984) là một nhà hoạt động nhân quyền đến từ quốc gia châu Phi - Nigeria đã đấu tranh để giải thoát bản thân khỏi chế độ nô lệ bởi tòa án có thẩm quyền (Sau đó, cũng chính cô đã bảo vệ cho những người bị rơi vào nạn nhân của chế độ nô lệ).

## Sự nghiệp
Mani sinh năm 1984 tại Nigeria. Cô đã bị bán làm nô lệ ở tuổi mười hai với giá 500 đô la. Chế độ nô lệ là bất hợp pháp ở Nigeria, nhưng đến năm 2003, nó vẫn còn được thể hiện trong thời hiện đại. Cô được tạo ra để làm việc và sinh ba đứa con cho chủ của mình. Anh cho rằng cô là vợ anh chứ không phải nô lệ của anh. Kết quả là anh ta đã buộc tội cô ta khi cô ta cưới một người đàn ông khác. Mani bị tống vào tù sáu tháng nhưng cô được khuyến khích kháng án.
Sau khi cô sử dụng tòa án để lật ngược lại lời kết tội của chủ mình, cô đã được bồi thường 20.000 đô la và sau đó được vinh danh Giải thưởng Phụ nữ can đảm quốc tế năm 2009  và cô nằm trong danh sách 100 người có ảnh hưởng nhất thế giới năm 2009 của Tạp chí Time. Các vinh danh và giải thưởng là xứng đáng cho nỗ lực chống lại chế độ nô lệ ở Nigeria thời đó.